# Al-Diriyah
Al-Diriyah (Arabisch:الدرعية) ook gespeld als Ad-Dir'iyah, Ad-Dar'iyah of Dir'aiyah) is een stad in Saoedi-Arabië, die een buitenwijk vormt van de Saoedische hoofdstad Riyad. Diriyah was de bakermat van het Huis van Saoed en was de hoofdstad van het Saoedische rijk van 1744 tot 1818.
Het district At-Turaif van Al-Diriyah werd in 2010 door UNESCO op de werelderfgoedlijst gezet.